# François-René de Chateaubriand
Pour les articles homonymes, voir Chateaubriand.
Pour les autres membres de la famille, voir Famille de Châteaubriant.
François-René, vicomte de Chateaubriand, né le 4 septembre 1768 à Saint-Malo et mort le 4 juillet 1848 à Paris, est un écrivain, mémorialiste et homme politique français. Il est considéré comme l'un des précurseurs et pionniers du romantisme français et l'un des grands noms de la littérature française.
Issu de la noblesse bretonne, membre le plus célèbre de sa famille originaire de Saint-Malo, Chateaubriand s'inscrit politiquement dans la mouvance royaliste. Plusieurs fois ambassadeur auprès de souverains divers, il est nommé, en 1822, sous la Restauration, ministre des Affaires étrangères et occupe cette fonction jusqu'en 1824. Sous le règne de Charles X, il compte parmi les ultraroyalistes. Les nombreuses responsabilités politiques et diplomatiques qui jalonnent sa carrière ainsi que son goût pour le voyage, en Amérique puis dans le bassin méditerranéen, structurent une vie marquée par l'exil et la nostalgie de la stabilité.
Ses premières publications majeures, l'Essai sur les révolutions (1797) et le Génie du christianisme (1802), manifestent son engagement politique alors en faveur de la contre-révolution et en défense de la société d'Ancien Régime. Mais la question idéologique s'entremêle très rapidement à la promotion d'une esthétique originale qui remporte un grand succès populaire et littéraire : la description de la nature et l'analyse des sentiments du « Moi », qu'il met en œuvre dans les fictions Atala (1801) et René (1802). D'abord publiées comme illustrations des thèses du Génie puis rattachées au vaste cycle romanesque des Natchez (intégralement paru en 1826), elles sont un modèle pour la génération suivante des écrivains français. Sa propension au mystère, à l'amplitude, à l'emphase, à la grandeur mélancolique, sa tentative d'exprimer une souffrance indicible et sa soif d'exotisme, qu'il réaffirme dans le récit de son voyage en Méditerranée Itinéraire de Paris à Jérusalem (1811), lui ont valu d'être considéré a posteriori comme l'un des « préromantiques » les plus influents de sa génération. La sensibilité douloureuse de ce « vague des passions », illustré à travers le personnage de René, connaît une importante postérité dans le romantisme français : le « mal du siècle » de Musset ou le « spleen » de Baudelaire peuvent en être considérés, entre autres, comme de lointains avatars.
Mais l'œuvre monumentale de Chateaubriand réside dans les Mémoires d'outre-tombe, parus à titre posthume dès 1849, dont les premiers livres recréent son enfance et sa formation dans son milieu social de petite noblesse à Saint-Malo et à Combourg. Les livres suivants relèvent davantage du tableau historique des périodes dont il a été le témoin de 1789 à 1841. Ce texte, à la fois chef-d'œuvre autobiographique et témoignage historique de premier plan, manifeste une évolution de sa prose qui ne demeure pas moins influente sur la littérature française.

## Biographie

### Jeunesse

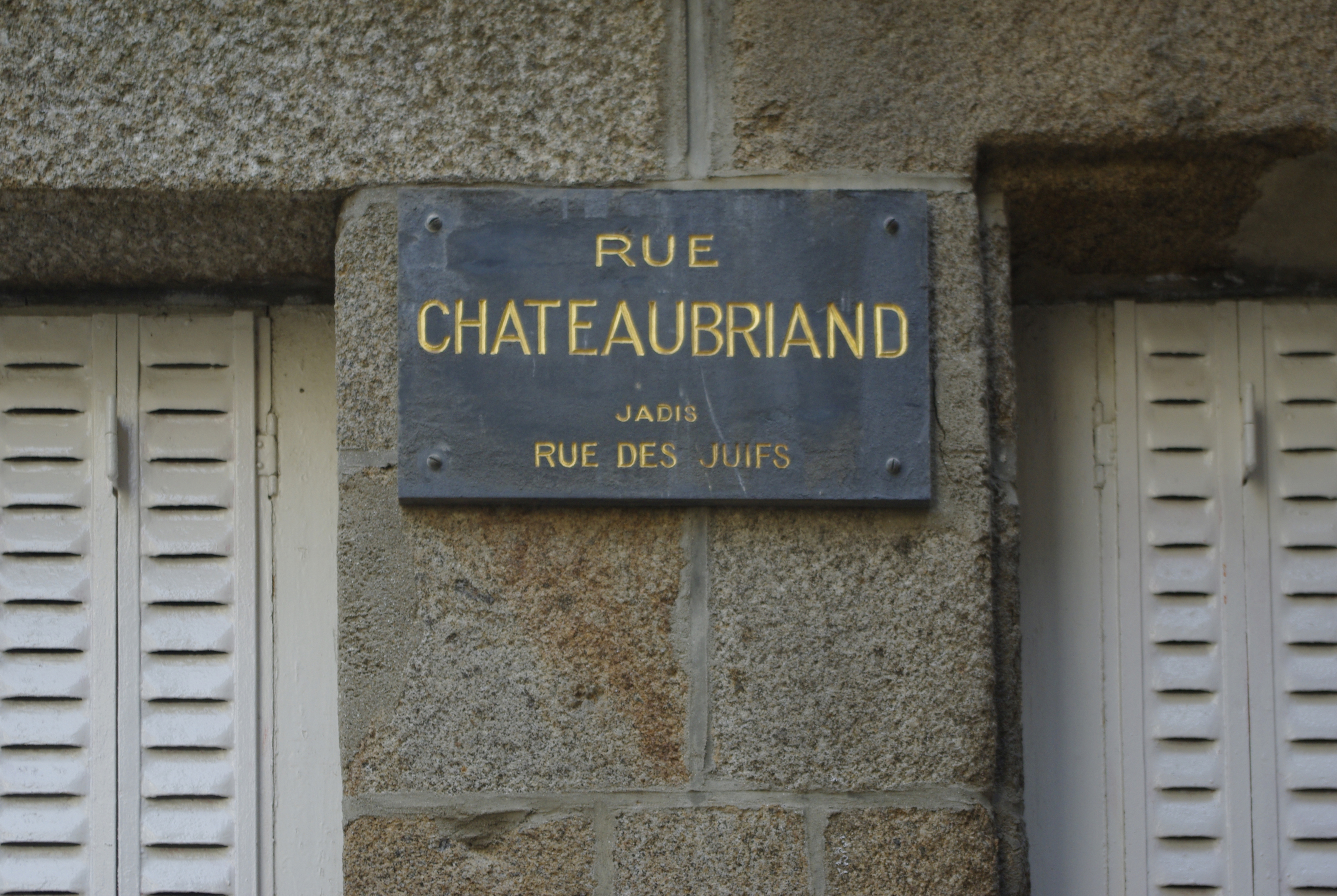
Chateaubriand naît dans l’hôtel de la Gicquelais de l'ancienne rue des Juifs de Saint-Malo.

Le vicomte François-René de Chateaubriand est issu d'une famille noble ruinée de la Guérande à Hénanbihen et de Saint-Malo où la famille du Rocher du Quengo s'est établie au début du XVIIe siècle. Famille qui a retrouvé sa dignité d'antan grâce à la réussite commerciale du père de Chateaubriand, le comte René-Auguste de Chateaubriand (chevalier, comte de Combourg, seigneur de Gaugres, le Plessis l'Épine, Boulet, Malestroit en Dol et autres lieux) né le 23 septembre 1718 au manoir des Touches à Guitté (Côtes-d'Armor).
René Auguste de Chateaubriand et Apolline Jeanne Suzanne de Bédée, fille du seigneur de La Bouëtardaye et comte de Bédée, épousée en 1753 à Bourseul, eurent six enfants dont Jean-Baptiste de Chateaubriand et François-René.

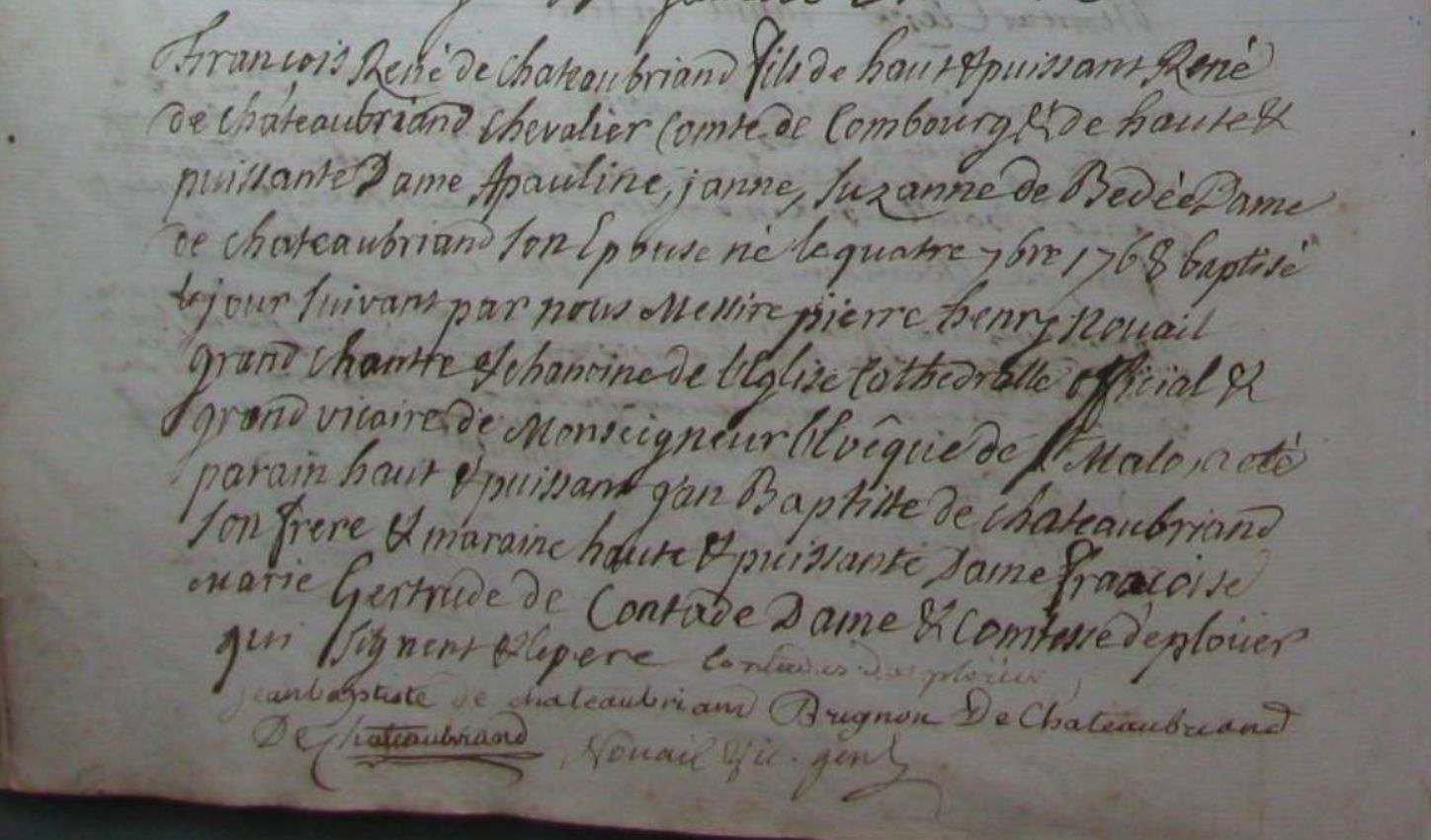
Acte de baptême de François-René de Chateaubriand, 5 septembre 1768. Parrainage et signature de son frère aîné Jean-Baptiste de Chateaubriand

Cette réussite financière est fondée sur le commerce avec les colonies où il fut corsaire en temps de guerre, pêcheur de morue et négrier en temps de paix. Le jeune François-René doit d'abord vivre éloigné de ses parents, chez sa grand-mère maternelle, Madame de Bédée, à Plancoët, où il est placé en nourrice. Madame de Bédée l'amène souvent chez son oncle, au manoir de Monchoix. Son père, réussissant dans les affaires, peut acheter en 1761 le château de Combourg en Bretagne, où la famille Chateaubriand s'installe en 1777. François-René y passe une enfance qu'il décrira comme souvent morose auprès d'un père taciturne et d'une mère superstitieuse et maladive, mais gaie et cultivée.
Il fait successivement ses études aux collèges de Dol-de-Bretagne (1777 à 1781), de Rennes (1782) et de Dinan (1783).

### Jeune officier
Après de longues hésitations à propos de sa carrière, il obtient en 1786 un brevet de sous-lieutenant au régiment de Navarre à 17 ans, sous les ordres de son frère Jean-Baptiste (lequel le présentera à la Cour pour laquelle il ressent « un dégoût invincible »), puis est fait capitaine à 19 ans. Il vient à Paris en 1788, où il se lie avec Jean-François de La Harpe, et Louis de Fontanes qui sera son ami le plus cher et avec d'autres écrivains de l'époque. Nourri de Corneille et marqué par Rousseau, Chateaubriand fait ses débuts littéraires en écrivant des vers pour l’Almanach des Muses.
En janvier 1789, il participe aux États de Bretagne et, en juillet de la même année, il assiste à la prise de la Bastille avec ses sœurs Julie et Lucile.

### Chevalier de Malte de l'ordre de Saint-Jean de Jérusalem
C'est Chateaubriand lui-même qui évoque dans Les Mémoires d'outre-tombe à plusieurs reprises son admission dans l'ordre de Saint-Jean de Jérusalem. Pour devenir chevalier de Malte, il se serait même fait tonsurer. Il explique comment son frère aurait présenté pour lui-même une demande d'admission à l'Ordre auprès du prieur d'Aquitaine Louis-Joseph des Escotais et comment il aurait justifié de ses quartiers de noblesse. La demande serait acceptée lors du chapitre prieural des 9, 10 et 11 septembre 1789. Chateaubriand note dans ses Mémoires d'outre-tombe que, le 7 août, l'Assemblée nationale avait aboli les titres de noblesse : « Comment les chevaliers et les examinateurs de mes preuves trouvaient-ils aussi que je méritais à plus d'un titre la grâce que je sollicitais […] ? ».
Il faut noter que les principaux spécialistes de généalogies ou de nobiliaires du XIXe siècle donnent Chateaubriand comme chevalier de Malte : Courcelles (1824), Vitton de Saint-Allais (1846), Potier de Courcy (1890), Guillotin de Courson (1902), Kerviler (1895) à l’exception de Révérend (1902) ou La Roque (1891). C'est « Chateaubriand [qui] donne complaisamment et intégralement dans le Supplément des Mémoires d'outre-tombe » le « Mémorial ». Ce Mémorial des actes authentiques est le dossier sur lequel se base l'Ordre pour admettre ou refuser un prétendant. Chateaubriand est de Bretagne qui dépend du grand prieuré d'Aquitaine qui relève de la langue de France. Dans cette langue il fallait pouvoir justifier de huit quartiers (quatre du côté paternel et quatre du côté maternel) ainsi que de 100 ans minimum de preuves de noblesse. Chateaubriand remonte jusqu'au 23e aïeul qui aurait participé en 1066 à la bataille d'Hastings. C'est ce Mémorial qu'aurait donc envoyé son frère au prieur des Escotais, et ce document aurait été accepté comme « bon et valable ».
Mais cela n'est que le début de la démarche et non sa finalité. C'est ce même document que présentaient les parents d'un nouveau-né qui voulaient faire admettre de minorité leur enfant cadet dans l'Ordre, puisque l'ancienneté commençait avec l'acceptation de ce mémorial. Admis dans l'Ordre mais pas pour autant chevalier. Pour cela le grand prieuré nommait des commissaires enquêteurs qui menaient des enquêtes locales, littérales (sur pièces), testimoniales, publiques (bonnes mœurs) et secrètes. Ces huit commissaires (quatre publics, quatre secrets) rédigeaient un Procès-verbal des Preuves qui devait être positif. Il fallait alors que le postulant ou sa famille payât le passage en fait des droits de réception pour l'Ordre et de défraiement pour les commissaires. Ensuite, le futur chevalier devait faire une année de noviciat à Malte avec service à la Sacra Infermeria ou auprès d'un notable de l'Ordre. Pour accéder aux dignités et devenir chevalier de Malte, il fallait en plus au novice faire quatre ans de caravanes, service en mer de six mois à la belle saison de navigation. Cela fait donc cinq années en résidence à Malte (consécutives ou non), au bout desquelles le novice pouvait prononcer ses vœux pour entrer en religion, dans La Religion. Souvent, après cette formation à la mer, beaucoup de jeunes novices renonçaient à une vie monacale pour faire carrière dans la marine de leur royaume et plus simplement faire un mariage de qualité. Pour ceux qui prononçaient les vœux, qui « prenaient l'habit », ils devenaient frères en religion et chevaliers dans l'Ordre. Avec l'ancienneté, les chevaliers pouvaient espérer obtenir la charge d'une commanderie, devenir ainsi commandeur, première étape d'une vie de seigneur local avec les bénéfices de la commanderie, une fois reversées à l'Ordre les responsions et assuré l'améliorissement de la commanderie et de ses maisons.
Chateaubriand ne fera jamais profession, ne séjournera jamais à Malte et ne pourra donc jamais prononcer ses vœux. Il ne sera jamais chevalier de Malte de l'ordre de Saint-Jean de Jérusalem, il n'aura donc jamais l'« espoir des bénéfices » escomptés dans ses Mémoires d'outre-tombe.

### Le voyage en Amérique du Nord
À l'époque de la Révolution française, en 1791, François-René s'éloigne de France et embarque pour le Nouveau Monde (Baltimore), avec le « prétexte de chercher le passage du Nord-Ouest ». C’est Chrétien Guillaume de Lamoignon de Malesherbes qui l'encourage à partir.
Dans Voyage en Amérique, publié en 1826, Chateaubriand raconte être arrivé à Philadelphie le 10 juillet 1791, être passé à New York, Boston et Lexington. Il relate une rencontre avec George Washington à Philadelphie, qui lui aurait dit « Well well, young man ». Il remonte l'Hudson en bateau jusqu'à Albany, où il embauche un guide et continue jusqu'aux chutes du Niagara, à la rencontre du « bon sauvage » et de la solitude des forêts d'Amérique du Nord. À Niagara, il raconte s'être brisé un bras à cause d'une brusquerie de sa monture, et avoir passé un mois au sein d'une tribu indienne. Le récit de voyage proprement dit s'interrompt, Chateaubriand consacrant plusieurs dizaines de pages à des considérations d'ordre zoologique, politique, et économique des Indiens et de l'Amérique en général.
Ensuite, il mentionne en quelques pages son retour vers Philadelphie via la rivière Ohio, le Mississippi et la Louisiane, mais la véracité de ce trajet est remise en question.
La nouvelle de la fuite du roi à Varennes le décide à quitter l'Amérique. De Philadelphie, il embarque sur le Molly à destination de La Rochelle.

#### Critiques sur la véracité de l’itinéraire
De nombreuses critiques questionnent le fait que Chateaubriand vécut plusieurs semaines au sein de tribus indiennes similaires à celle qu'il décrit dans Les Natchez. L'itinéraire que Chateaubriand décrit dans Voyage en Amérique comporterait de nombreuses exagérations et déformations de la réalité, notamment quant à son passage en Louisiane. La véracité de sa rencontre avec George Washington est également mise en doute.

#### Influence du voyage
Certains experts émettent l’hypothèse que Chateaubriand rapporta des liasses de documents écrits de sa main contenant les idées qui formèrent Les Natchez. Il affirma que l’expérience américaine lui avait fourni l’inspiration qui est à la base des Natchez. Ses descriptions imagées furent écrites dans un style novateur pour l’époque, qui deviendra le style romantique français.

### L’exilé

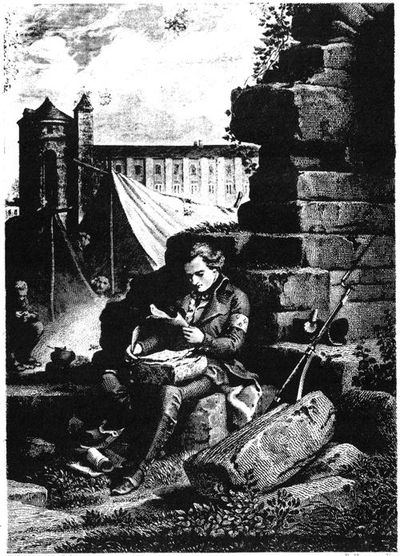
Chateaubriand à l'armée de Condé.

Fin mars 1792, il se marie avec Céleste Buisson de la Vigne, descendante d'une famille d'armateurs de Saint-Malo, âgée de 17 ans. Ils n'auront pas de postérité. Le 15 juillet 1792, accompagné de son frère, mais sans sa femme, il quitte la France pour Coblence. Il y rejoint l'armée des émigrés afin d'y combattre les armées de la République. Sa jeune femme Céleste, qui vit en Bretagne, délaissée par son mari qui ne lui donne pas de nouvelles, est arrêtée comme « femme d’émigré », emprisonnée à Rennes, où elle reste jusqu'au 9 thermidor (27 juillet 1794). François-René, blessé au siège de Thionville, se traîne jusqu'à Bruxelles, d'où il est transporté convalescent à Jersey. C'est la fin de sa carrière militaire.
Il va ensuite vivre à Londres, en 1793, dans un dénuement momentané, mais réel (il loge dans un grenier de Holborn). Grâce à Jean-Gabriel Peltier il trouve un emploi à Beccles où il donne des leçons de français et fait des traductions pour les libraires. Il publie en 1797 son premier ouvrage, l’Essai historique, politique et moral sur les révolutions anciennes et modernes, considérées dans leurs rapports avec la Révolution française, où il exprime des idées politiques et religieuses peu en harmonie avec celles qu’il professera plus tard, mais où se révèle déjà son talent d’écrivain. « Pour cet ouvrage il se nourrit de Rousseau, de Montesquieu, de Voltaire ». Cette œuvre passe inaperçue de la critique. Seul, Amable de Baudus s'en fait l'écho dans son journal, le Spectateur du Nord de mai 1797. Sa femme, restée en Bretagne, est arrêtée et ne devra sa survie qu'à la chute de Robespierre.
En décembre 1793, son frère Jean-Baptiste de Chateaubriand, sa belle-sœur (une petite-fille de Malesherbes, l'avocat de Louis XVI) et une partie de leur famille sont arrêtés. La plupart sont guillotinés à Paris en avril et mai 1794. Seule la chute de Robespierre permet à la jeune belle-sœur de son frère et à son mari, Hervé Clérel de Tocqueville, de survivre. Le jeune couple recueillera leurs neveux et les élèvera avec leurs trois fils dont le cadet n'est autre que le philosophe politique Alexis de Tocqueville.
En 1798, sa mère et sa sœur Julie décèdent. Frappé par ces épreuves, François-René se tourne de nouveau vers la religion, et entreprend l'écriture du Génie du Christianisme. C'est, selon lui, une lettre de sa mère mourante qui le ramène à la religion. L'ouvrage est sur le point de paraître à Londres quand il décide de rentrer en France, en 1800.

### Retour en France et premiers succès littéraires
De retour en France en 1800, il participe activement au Mercure de France avec Louis de Fontanes, puis le dirige pendant quelques années. C'est dans cette logique qu'il fait paraître, en 1801, Atala, création originale qui suscite une admiration controversée.

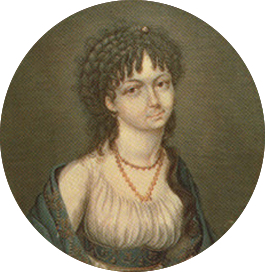
Sa sœur Lucile.

Il compose vers la même époque René, œuvre empreinte d'une mélancolie rêveuse, qui devient un modèle pour les futurs écrivains romantiques. Dans cette œuvre, il rapporte de manière à peine déguisée l'amour chaste, mais violent et passionné, qu'il a éprouvé pour sa sœur aînée Lucile, qui le surnommait « l'Enchanteur ». Sa femme Céleste vit alors avec Lucile dans leur château de Bretagne, mais elles ont cessé de parler de François-René, leur grand homme, qu'elles aiment toutes deux.
Il publie ensuite à Paris le 14 avril 1802 le Génie du christianisme, en partie rédigé en Angleterre, et dont Atala et René, à l'origine, sont seulement des épisodes. Il s'est proposé d'y montrer que le christianisme, bien supérieur au paganisme par la pureté de sa morale, n'est pas moins favorable à l'art et à la poésie que les « fictions » de l'Antiquité. Il y célèbre la liberté, selon lui fille du christianisme, et non de la Révolution. Ce livre fait événement et donne le signal d'un retour du religieux après la Révolution.
Toujours sur la liste des émigrés dont il veut être radié, il plaide sa cause auprès d'Élisa Bonaparte, sœur du Premier Consul et dont Fontanes est l'amant. Elle intervient plusieurs fois auprès de son frère pour lui montrer le talent de l'écrivain, qui est rayé de cette liste le 21 juillet 1801. Bonaparte le choisit en 1803 pour accompagner le cardinal Fesch à Rome comme premier secrétaire d'ambassade. François-René reparaît alors au château, tout juste vingt-quatre heures, pour inviter sa femme Céleste à l'accompagner à Rome. Celle-ci, apprenant sa liaison avec la comtesse Pauline de Beaumont, refuse le ménage à trois. Cet amour est pourtant proche de sa fin, puisque Châteaubriant part pour Rome en tant que premier secrétaire d'ambassade. Malade, proche de sa fin, Pauline de Beaumont le rejoint à Rome où elle meurt peu après. L'écrivain fait ériger un monument funéraire à sa mémoire en l'église Saint-Louis des Français. Cependant, le moraliste Joseph Joubert écrira : "Châteaubriand la regrette sûrement autant que moi mais elle lui manquera moins longtemps."
Multipliant les maladresses à Rome — il demande notamment au pape Pie VII d'abolir les lois organiques qui complètent le régime concordataire pour rétablir le culte catholique en France —, il exaspère le cardinal-ambassadeur Fesch qui obtient son départ au bout de six mois. Bonaparte le nomme le 29 novembre 1803 chargé d'affaires dans la République du Valais. Le 21 mars 1804, il apprend l'exécution du duc d'Enghien. Il donne immédiatement sa démission et passe dans l'opposition à l'Empire. Lors du sacre de l'empereur, il va chez son ami Joseph Joubert à Villeneuve-sur-Yonne où il écrit plusieurs chapitres des Martyrs et des passages des Mémoires d'outre-tombe.

### Le voyage en Orient

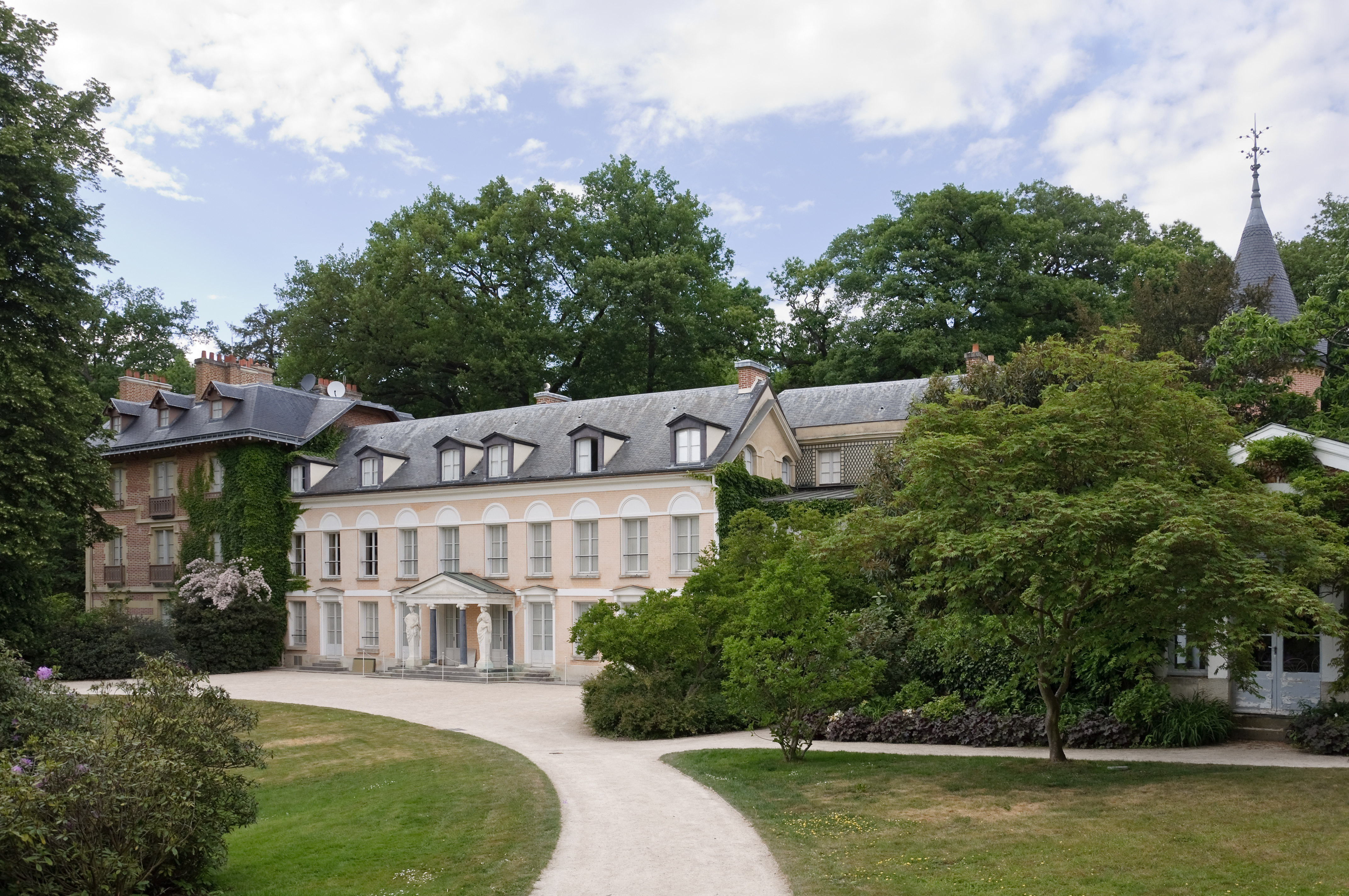
La maison de Chateaubriand dans le domaine de la Vallée-aux-Loups.

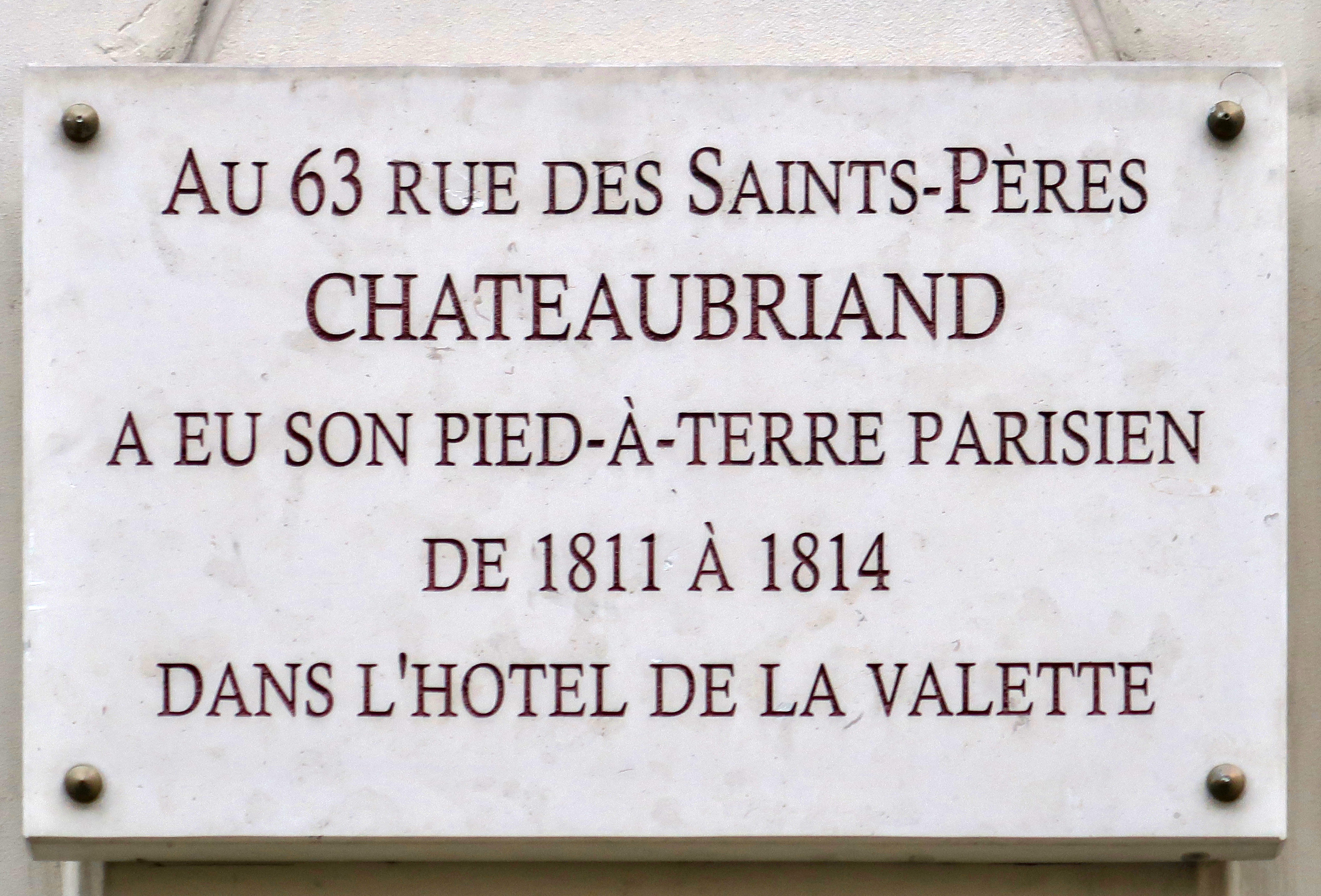
Plaque 63 rue des Saints-Pères, son pied-à-terre parisien de 1811 à 1814.

Rendu aux lettres, Chateaubriand conçoit le projet d'une épopée chrétienne, où seraient mis en présence le paganisme expirant et la religion naissante. Désireux de visiter par lui-même les lieux où situer l'action, il parcourt la Grèce, l'Asie Mineure, la Palestine et l'Égypte durant l'année 1806.
À son retour d'Orient, exilé par Napoléon à trois lieues de la capitale, il acquiert la Vallée-aux-Loups, dans le Val d'Aulnay (actuellement dans la commune de Châtenay-Malabry), près de Sceaux, où il s'enferme dans une modeste retraite. Sa femme Céleste l'y rejoint, elle raconte dans ses Souvenirs, avec humour, les conditions pittoresques de l'aménagement. Chateaubriand y compose Les Martyrs, sorte d'épopée en prose, parue seulement en 1809.
Les notes recueillies durant son voyage forment la matière de l’Itinéraire de Paris à Jérusalem (1811). La même année, Chateaubriand est élu membre de l'Académie française, à la place de Marie-Joseph Chénier. Mais comme il a, dans son projet de discours de réception, blâmé sévèrement certains actes de la Révolution, Napoléon ne consent pas à lui laisser le prononcer. Il ne lui est donc pas permis de prendre possession de son siège. Il l'occupera seulement après la Restauration.

### Faveur et disgrâce

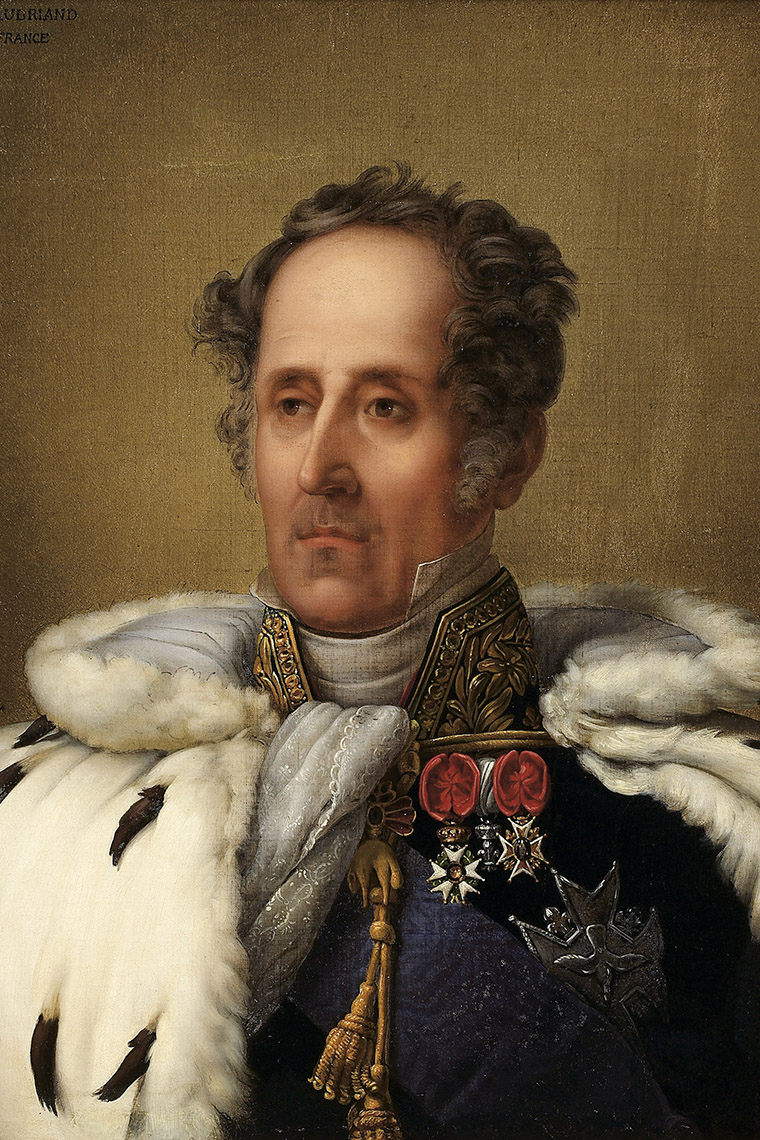
Portrait de François-René, vicomte de Chateaubriand, par Pierre-Louis Delaval, (vers 1828).

Chateaubriand accueille avec transport le retour des Bourbons. Dès le 30 mars 1814, il publie contre l'empereur déchu un virulent pamphlet, De Buonaparte et des Bourbons, qui est diffusé à des milliers d'exemplaires et qui, comme il se plaît à le croire et le fait dire à Louis XVIII dans ses Mémoires, aurait autant servi le roi « que cent mille hommes ». Sa femme trouve à s'engager à ses côtés à Gand pendant les Cent-Jours, à Paris lors du retour des Bourbons. Avec un sens inattendu de la politique auquel elle mêle un bon sens naturel, Céleste devient la confidente de Chateaubriand et même son inspiratrice. Pendant toute la Restauration, elle joue auprès de lui un rôle de conseillère écoutée. Talleyrand, qui l'a dans le passé couvert et protégé, le nomme ambassadeur en Suède. Chateaubriand n'a pas encore quitté Paris quand Napoléon Ier revient en France en 1815. Il accompagne alors Louis XVIII à Gand, et devient un des membres de son cabinet. Il lui adresse le célèbre Rapport sur l'état de la France.
Après la défaite de l'Empereur, Chateaubriand vote la mort du maréchal Ney en décembre 1815 à la Chambre des pairs. Il est nommé ministre d'État et pair de France. Mais ayant, dans La Monarchie selon la Charte, attaqué l'ordonnance du 5 septembre 1816 qui dissout la Chambre introuvable, il est disgracié et perd son poste de ministre d'État. Il se jette dès lors dans l'opposition ultraroyaliste, et devient l'un des principaux rédacteurs du Conservateur, le plus puissant organe de ce parti. D'après Pascal Melka, auteur de Victor Hugo, un combat pour les opprimés. Étude de son évolution politique, le Conservateur sera à l'origine du journal Le Conservateur Littéraire qui emploiera Victor Hugo.
Le meurtre du duc de Berry, en 1820, le rapproche de la Cour : il écrit à cette occasion des Mémoires sur la vie et la mort du duc. Il a par la suite fait partie de la commission des souscripteurs pour l'acquisition du Château et du Domaine de Chambord qui fut offert à Henri V, fils du duc de Berry.
En 1821, Il est nommé ministre de France à Berlin, puis ambassadeur à Londres (où son cuisinier, Montmireil, invente la cuisson de la pièce de bœuf qui porte son nom).
En 1822, il représente la France au congrès de Vérone. Le 28 décembre de la même année, il est nommé ministre des Affaires étrangères par Louis XVIII et reste à ce poste jusqu'au 4 août 1824.
En 1823, il reçoit des mains de l'empereur Alexandre Ier de Russie l'ordre de Saint-André, et de Ferdinand VII le collier de l'ordre de la Toison d'Or (brevet no 919).

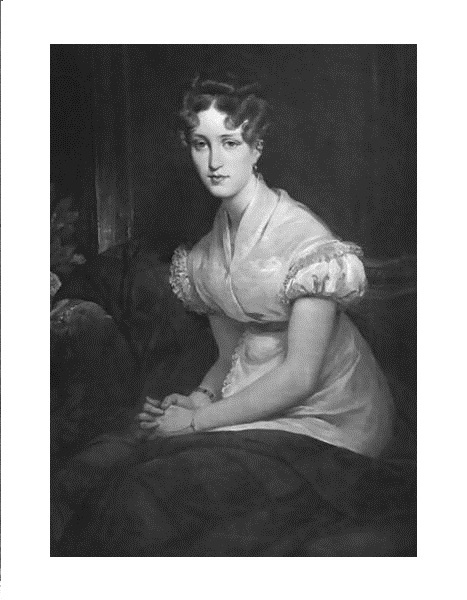
Cordélia de Castellane.

Cette même année, à 55 ans, il devient l'amant de Cordélia de Castellane qui en a 30, fille du banquier Louis Greffulhe, épouse du comte Boniface de Castellane futur maréchal de France, connue pour sa beauté et son esprit. Il la rencontre chez son ancien ami devenu son adversaire politique le comte Molé, qui est alors son amant, dans son domaine de Champlâtreux. Cette liaison s'achèvera l'année suivante. Les lettres à Mme de Castellane sont les seules lettres passionnées qui nous soient parvenues de Chateaubriand : « J'ai enfin saisi ce rêve de bonheur que j'ai tant poursuivi. C'est toi que j'ai adorée si longtemps sans te connaître... »

Il est l'un des plénipotentiaires au congrès de Vérone et fait décider l'expédition d'Espagne, malgré l'opposition apparente du Royaume-Uni (en réalité, ce dernier souhaitait une intervention). À son retour, il reçoit le portefeuille de ministre des Affaires étrangères. Il réussit l'aventure espagnole avec la prise de Cadix à la bataille du Trocadéro en 1823. Mais, n'ayant pu s'accorder avec Villèle, chef du gouvernement, il est brutalement congédié le 6 juin 1824. Il déclare à ce sujet : 
«  Et pourtant qu’avais-je fait ? Où étaient mes intrigues et mon ambition ? Avais-je désiré la place de Monsieur de Villèle en allant seul et caché me promener au fond du Bois de Boulogne ? J’avais la simplicité de rester tel que le ciel m’avait fait, et, parce que je n’avais envie de rien, on crut que je voulais tout. Aujourd’hui, je conçois très bien que ma vie à part était une grande faute. Comment ! vous ne voulez rien être ! Allez-vous-en ! Nous ne voulons pas qu’un homme méprise ce que nous adorons, et qu’il se croie en droit d’insulter la médiocrité de notre vie. »
— Chateaubriand, Mémoires d'outre-tombe

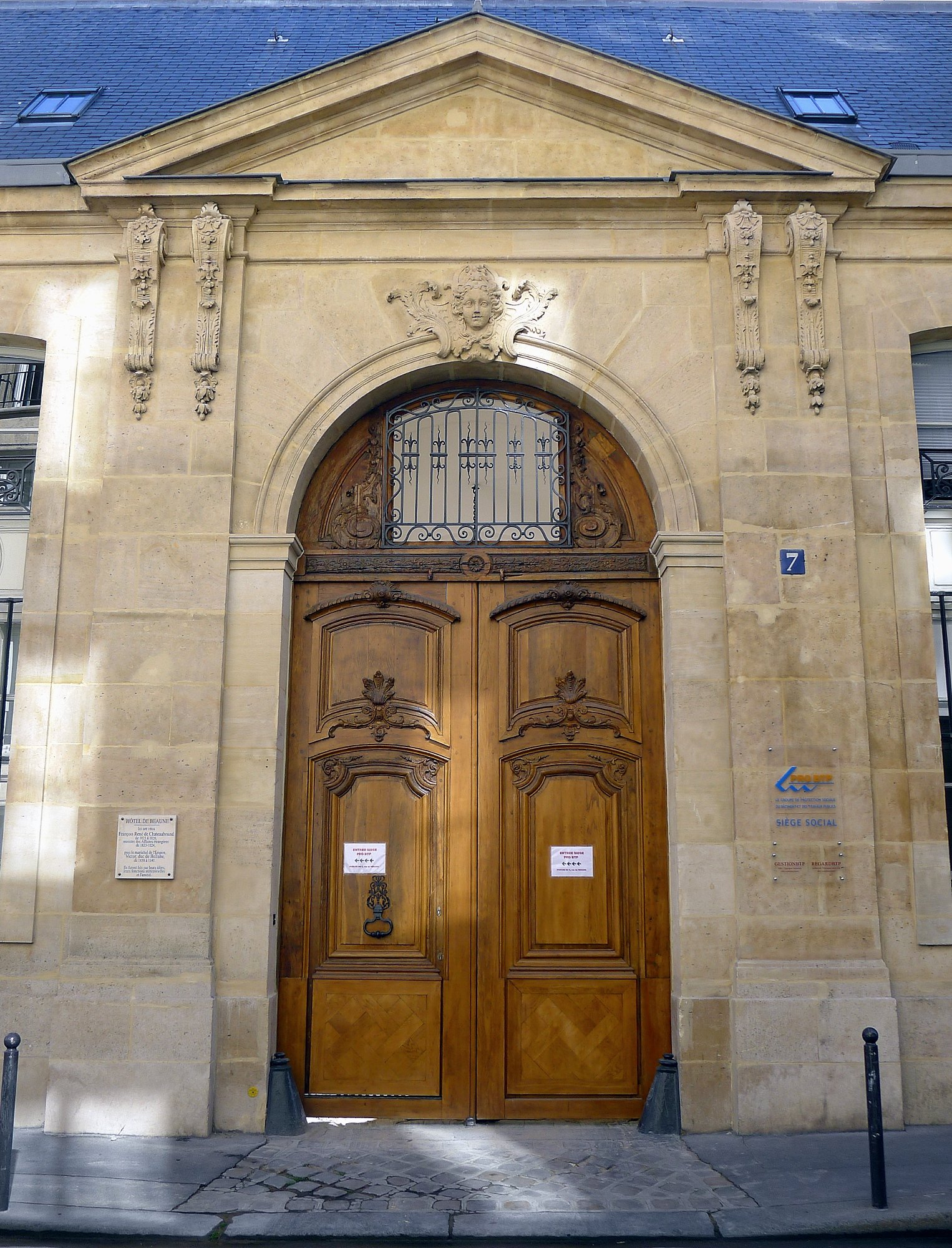
Hôtel de Beaune, au no 7 rue du Regard, où Chateaubriand résida de 1825 à 1826 (à gauche, une plaque lui rend hommage).

En 1824, il est nommé Président de la Société de géographie.
De 1826 à 1828, il demeure à Paris.
Il rentre aussitôt dans l'opposition, mais pour s'unir cette fois au parti libéral, et combat à outrance le ministère Villèle, soit à la Chambre des pairs, soit dans le Journal des débats, où il donne le signal de la défection : il se montre alors le chevalier défenseur de la liberté de la presse et de l'indépendance de la Grèce, ce qui lui vaut une grande popularité.
À la chute de Villèle, il est nommé ambassadeur à Rome (1828), où Céleste l'accompagne cette fois et où elle tient son rang d'ambassadrice avec brio, mais il donne sa démission à l'avènement du ministère Polignac, ce qui signe son déclin politique.
Une série d'assiettes en porcelaine de Sèvres ornées d'un décor floral peint par Jacob-Ber (ou Sisson) dont il disposa dans cette fonction est conservée à la Banque de France (reproduction couleur dans Trésors de la Banque de France - Histoire et richesses de l'hôtel de Toulouse, 1993, p. 102-103)
Chateaubriand vit un dernier amour en 1828-1829 avec Léontine de Villeneuve, comtesse de Castelbajac : la jeune femme de 26 ans lui écrit d'abord des lettres enflammées, et ils se rencontrent uniquement en août 1829 dans la station thermale de Cauterets dans les Hautes-Pyrénées. Cette rencontre, platonique ou non, Chateaubriand l'évoque dans un chapitre des Mémoires d'outre-tombe avec l'expression « la jeune amie de mes vieux ans ». Cet amour romantique a inspiré le film de Jean Périssé sorti en 2008 L'Occitanienne ou le Dernier Amour de Chateaubriand.

### L'abandon de la carrière politique et les dernières années
« Chateaubriand aurait pu être un grand ministre. Je l'explique non point seulement par son intelligence aiguë, mais par son sens et sa connaissance de l'histoire, et par son souci de la grandeur nationale. J'observe également combien il est rare qu'un grand artiste possède des dons politiques à ce degré. »
Charles de Gaulle cité par Philippe de Saint Robert (op. cit., p. 28 et 29).
De plus en plus opposé aux partis conservateurs, désabusé sur l'avenir de la monarchie, il se retire des affaires, après la Révolution de 1830, quittant même la Chambre des Pairs. Il ne signale plus son existence politique que par des critiques acerbes contre le nouveau gouvernement (De la Restauration et de la Monarchie élective, 1831), par des voyages auprès de la famille déchue, et par la publication d'un Mémoire sur la captivité de la duchesse de Berry (1833), mémoire pour lequel il est poursuivi, mais acquitté. Il publie également en 1831 des Études historiques (4 vol. in-8º), résumé d'histoire universelle où il veut montrer le christianisme réformant la société. Cet ouvrage aurait dû être le frontispice d'une Histoire de France, méditée depuis longtemps mais abandonnée. À la fin de 1831 il prend le temps d'honorer la Révolte des canuts toute récente, disant que cette révolte ouvrière annonce un temps nouveau.
Ses dernières années se passent dans une profonde retraite, en compagnie de son épouse. Il ne quitte guère sa demeure, un appartement au rez-de-chaussée de l'hôtel des Missions-Étrangères, au no 120 rue du Bac à Paris, que pour aller à l'abbaye-aux-Bois toute proche, chez Juliette Récamier, dont il est l'ami constant et dont le salon réunit l'élite du monde littéraire.
Il reçoit de son côté de nombreuses visites, tant de la jeunesse romantique que de la jeunesse libérale, et se consacre à l'achèvement de ses mémoires commencés en 1811.
Ce vaste projet autobiographique, ces Mémoires d'outre-tombe, ne devra paraître, selon le vœu de l'auteur, que cinquante ans après sa mort.
Il en sera finalement autrement puisque, pressé par ses problèmes financiers, Chateaubriand cède les droits d'exploitation de l'ouvrage à une « Société propriétaire des Mémoires d'outre-tombe », constituée le 21 août 1836, qui exigera que l'œuvre soit publiée dès le décès de son auteur, et y pratiquera des coupes franches, afin de ne pas heurter le public, ce qui inspirera d'amers commentaires à Chateaubriand :
« La triste nécessité qui m'a toujours tenu le pied sur la gorge, m'a forcé de vendre mes Mémoires. Personne ne peut savoir ce que j'ai souffert d'avoir été obligé d'hypothéquer ma tombe […] mon dessein était de les laisser à madame de Chateaubriand : elle les eût fait connaître à sa volonté, ou les aurait supprimés, ce que je désirerais plus que jamais aujourd'hui.
Ah ! si, avant de quitter la terre, j'avais pu trouver quelqu'un d'assez riche, d'assez confiant pour racheter les actions de la Société, et n'étant pas, comme cette Société, dans la nécessité de mettre l'ouvrage sous presse sitôt que tintera mon glas ! »
— Chateaubriand, Avant-Propos aux Mémoires d'outre-tombe, 1846
Son dernier ouvrage, une « commande » de son confesseur, sera la Vie de Rancé, une biographie d'Armand Jean Le Bouthillier de Rancé (1626-1700), abbé mondain, propriétaire du château de Véretz en Touraine, et réformateur rigoureux de la Trappe, qu'il publie en 1844. Dans cette biographie, Chateaubriand égratigne une autre personnalité de Véretz, son contemporain Paul-Louis Courier, le redoutable pamphlétaire qui avait critiqué mortellement le régime de la Restauration soutenu par le vicomte, et brocardé celui-ci dans plusieurs de ses écrits.
Le 11 février 1847, Céleste meurt : « Je dois une tendre et éternelle reconnaissance à ma femme dont l'attachement a été aussi touchant que profond et sincère. Elle a rendu ma vie plus grave, plus noble, plus honorable, en m'inspirant toujours le respect, sinon toujours la force des devoirs. »

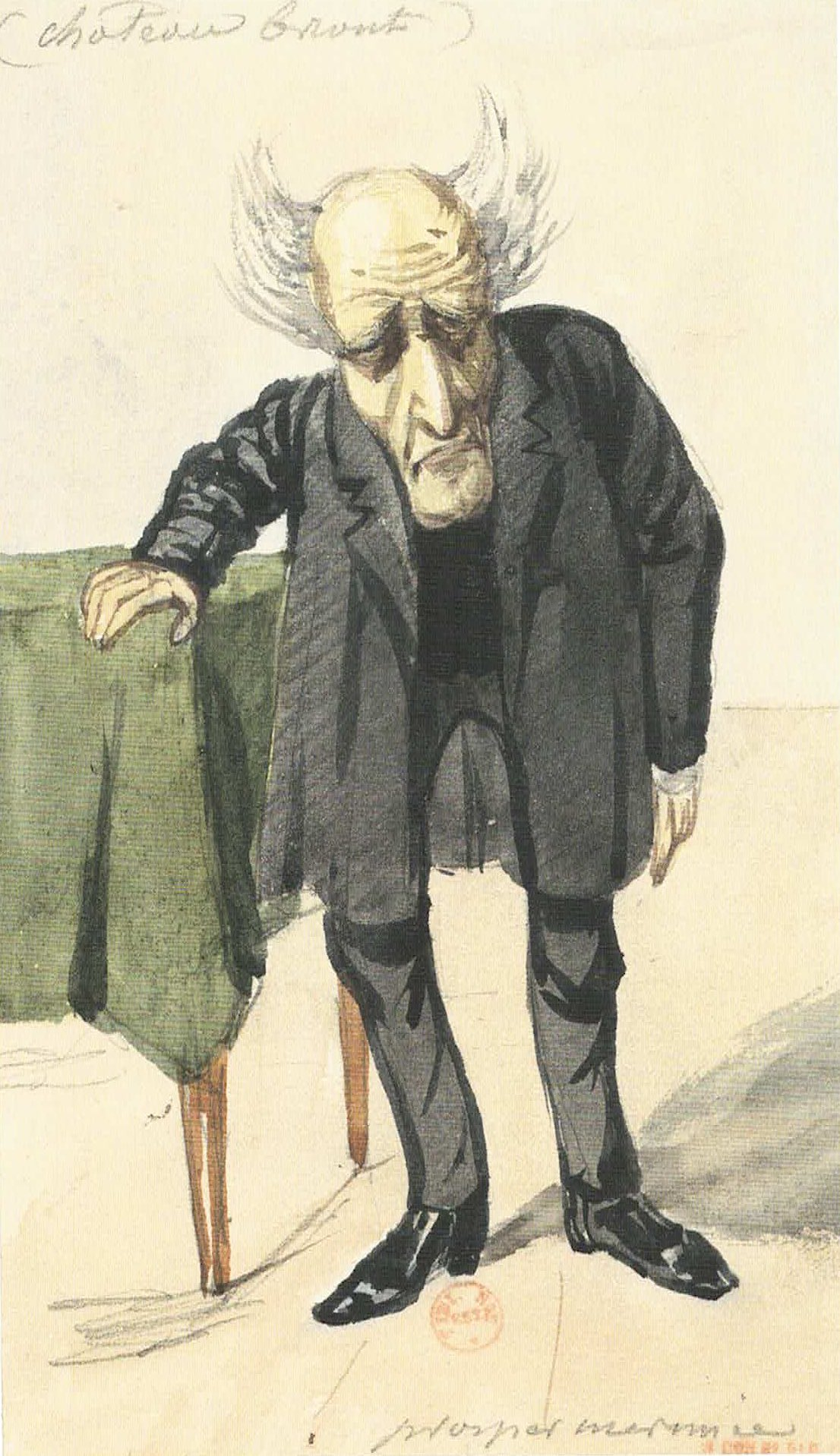
Prosper Mérimée, Caricature de Chateaubriand, 1847.

Victor Hugo rapporte que « M. de Chateaubriand, au commencement de 1847, était paralytique ; Mme Récamier était aveugle. Tous les jours, à trois heures, on portait M. de Chateaubriand près du lit de Mme Récamier. […] La femme qui ne voyait plus cherchait l'homme qui ne sentait plus ».
Chateaubriand meurt au 120 rue du Bac, à Paris, le 4 juillet 1848, à l'âge de 79 ans, peu après la Révolution française de 1848.
Ses restes sont transportés de Paris à Saint-Malo par étapes dont une à Dol et déposés face à la mer, selon son vœu, sur le rocher du Grand Bé, un îlot dans la rade de sa ville natale, auquel on accède à pied depuis Saint-Malo lorsque la mer s'est retirée.

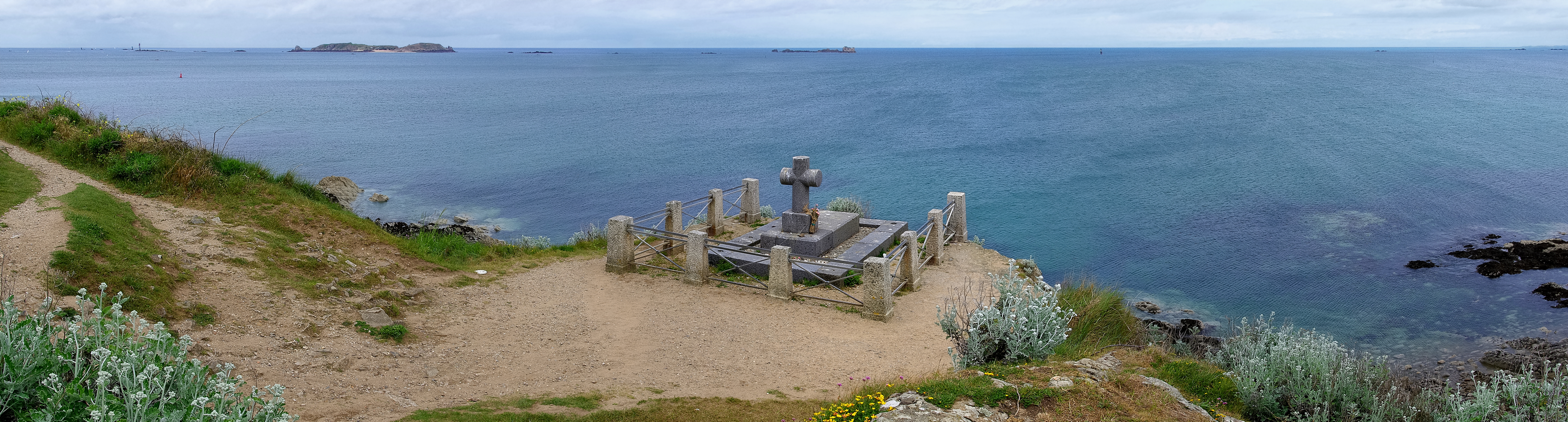
Tombeau de Chateaubriand face à la mer sur le rocher du Grand Bé.

## Les idées politiques de Chateaubriand
« Jouer un grand rôle dans l’État fut, si curieux que cela puisse nous paraître, son désir le plus âprement poursuivi. »

Fils des Lumières, ouvert aux débuts de la Révolution, puis rejeté dans le camp contre-révolutionnaire par la Terreur : les débuts de la carrière littéraire de Chateaubriand ont été marqués par des choix politiques qui ont évolué, des contradictions flagrantes, gommées dans les Mémoires d'outre-tombe ; individualiste, inconstant, capricieux, il a été « plus épris de posture que de responsabilités » (B. de Cessole).
Son tout premier ouvrage — Essai historique, politique et moral sur les révolutions anciennes et modernes, considérées dans leurs rapports avec la Révolution Française — publié à Londres en 1797, était selon une mémorialiste contemporaine, la marquise de La Tour du Pin, « dans des idées révolutionnaires et irréligieuses très accentuées. Il l’avait publié en Angleterre à très peu d’exemplaires et avait ensuite fait tout son possible pour les retrouver et les brûler ».
Il rentre en France en 1791 pour défendre la monarchie mais sans y croire. Revenu des illusions de la Révolution, il est le plus libéral des contre-révolutionnaires.
Pendant le Consulat, il s’engage sur une ligne conservatrice, hostile aux révolutionnaires comme aux tenants des Lumières (Le Génie du christianisme) et offre ses services au Premier Consul. Rompt avec Bonaparte en 1804 à l'exécution du Duc d’Enghien.
Rachète le Mercure de France en 1807 (organe de l’opposition royaliste à Napoléon Bonaparte) : « Lorsque dans le silence de l’abjection, l’on n’entend plus retentir que la chaîne de l’esclave et la voix du délateur, lorsque tout tremble devant le tyran et qu’il est aussi dangereux d’encourir sa faveur que de mériter sa disgrâce, l’historien paraît, chargé de la vengeance des peuples. C’est en vain que Néron prospère, Tacite est déjà né dans l’empire ; il croît inconnu après des cendres de Germanicus et déjà l’intègre providence a livré à un enfant obscur la gloire du maître du monde » (repris dans les Mémoires d'outre tombe, t 4, p 320.).
Frappé de bannissement, il est désormais dans l'opposition : « Chateaubriand persuadé que l’écrivain est investi d’un rôle politique et social majeur qui ne peut s’exercer que dans la liberté » (B.de Cessole). Il s'installe à La Vallée aux Loups.
Royaliste en 1814 et 1815 : il contribue à la restauration des Bourbons en 1814 (« De Buonaparte et de Bourbons ») ; suit la monarchie à Gand pendant les 100 jours.
1814-1824 : ferveur légitimiste/royalisme échevelé, pousse la Restauration hors des voies modérées souhaitées par Louis XVIII ; attaque Decaze ; (« De la monarchie selon la Charte », 1816), polémiste dans le Conservateur.
Ministre des Affaires étrangères de Louis XVIII en 1822, renvoyé en 1824. À la tête de l'opposition royaliste sous Charles X, il attaque Villèle, le premier ministre.
1824-1830 : héros du libéralisme, il défend la liberté de la presse. « J’étais l’homme de la Restauration possible, de la Restauration avec toutes les sortes de libertés. Cette Restauration m’a pris pour un ennemi, elle s’est perdue » (De la Restauration et de la monarchie élective », cité dans les Mémoires d'outre tombe, t 10, p 17.).
« Ce monarchiste a contribué à faire tomber la monarchie des Bourbons en se ralliant avant 1830 à l’opposition libérale » (J.Touchard)[réf. incomplète].
La monarchie légitime tombée en 1830, Chateaubriand proclame sa fidélité à la légitimité. Il renonce à se rallier à la « monarchie bâtarde » de Louis Philippe. Sollicité par celui-ci, il considère que son souverain légitime est Henri V.
« Inutile Cassandre, j’ai assez fatigué le trône et la pairie de mes avertissements dédaignés. Il ne me reste plus qu’à m’asseoir sur les débris d’un naufrage que j’ai tant de fois prédit… » (Discours à la Chambre des pairs, Mémoires d'outre tombe, t 9, p 385).
« Il aime la liberté mais il pense qu’elle est incompatible avec le nivellement égalitaire et avec le règne de l’argent, elle lui paraît inséparable des institutions de l’Ancien Régime, mais il sait que l’histoire ne revient pas en arrière… » (J.Touchard).
On peut dire que Chateaubriand comme Saint Simon en dépit de leurs défauts bien connus étaient des esprits droits dans leurs jugements. Royaliste de toujours, il n’avait guère d’illusions sur les Bourbons et s’est montré clairvoyant sur l'évolution de son époque : « Nous marchons vers une révolution générale… les nations se nivelleront dans une égale liberté… ou dans un égal despotisme » (Mémoires d'outre tombe, t 10, p 17).

## Œuvres

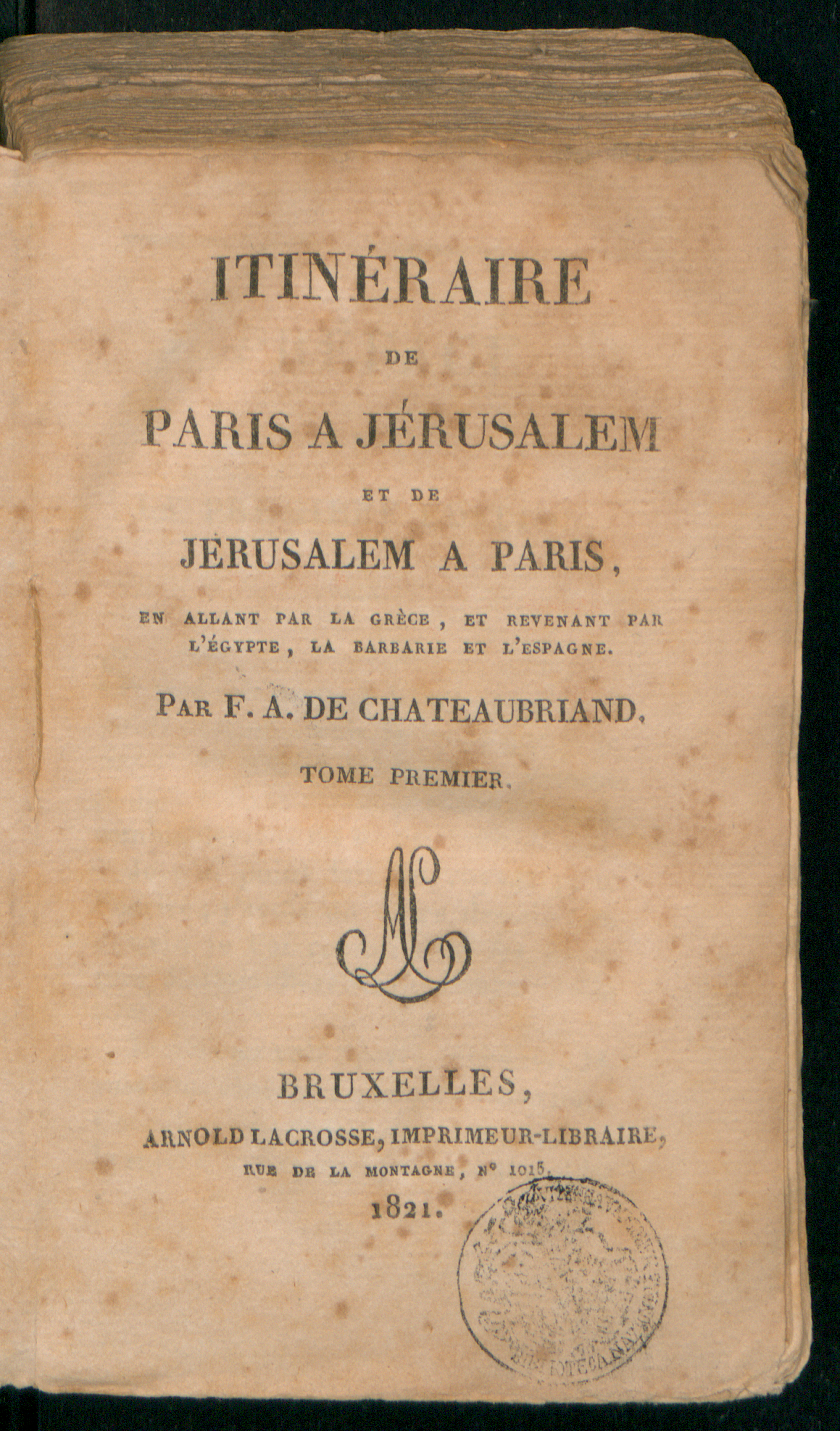
page de titre d'Itinéraire de Paris à Jérusalem et de Jérusalem à Paris, 1821

- Essai sur les révolutions, J. Deboffe (Londres), 1797, essaiPublié à Hambourg chez J. F. Fauche et à Paris chez Le Mière(réédité en 1814 à Londres, chez Henri Colburn, puis en 1852 à Bruxelles : Delevingne et Callewaert)
- Atala, Migneret, 1801, essai apologétique
- René, Migneret, 1802, roman
- Atala. René, Espagne, Pierre Beaume, 1825 (lire en ligne)
- Génie du christianisme, 1802
- Les Martyrs, Le Normant (Paris), 1809, œuvre apologétique
- Itinéraire de Paris à Jérusalem, Le Normant, 1811, récit de voyage
- De Buonaparte et des Bourbons, Mame frères (Paris), 1814, libelle
- Réflexions politiques sur quelques écrits du jour et sur les intérêts de tous les Français, Le Normant, 1814, essai politique
- De la Monarchie selon la charte, Impr. des amis du roi (Paris), 1816. Une seconde édition[38] parisienne intitulée De la Monarchie selon la Charte, ou les Erreurs de la Monarchie Française depuis le départ de Napoléon., chez Arnaud, juin 1817 chez les libraires du Palais-royal, et à Bruxelles
- Mémoires, lettres et pièces authentiques touchant la vie et la mort de S. A. R. monseigneur Charles-Ferdinand d'Artois duc de Berry, Le Normant, 1820
- Les Aventures du dernier Abencerage, Treuttel et Würtz (Londres), 1826, nouvelleL'édition originale de ce texte fut publiée la même année dans le tome XVI des Œuvres complètes chez Ladvocat (Paris)
- Les Natchez, A. Weissenbruch (Bruxelles), 1827Œuvre de jeunesse, publiée pour la première fois dans les tome XIX et XX des Œuvres complètes chez Ladvocat
- Voyages en Amérique et en Italie, Ladvocat, 1827, récit de voyage
- Études historiques, Hatier (Paris), 1831, essai
- Essai sur la littérature anglaise, C. Gosselin et Furne (Paris), 1836, essai
- Études ou discours historiques sur la chute de l'Empire romain, la naissance et les progrès du christianisme et l'invasion des barbares, Lefèvre (Paris), 1831, essai
- Congrès de Vérone, Delloye (Paris) et Brockhaus et Avenarius (Leipzig), 1838
- Vie de Rancé, H.-L. Delloye (Paris), 1844
- Mémoires d'outre tombe, Penaud frères, Paris, 1849, publication posthume et œuvre principale.

## Analyse de l’œuvre
« Chateaubriand portait jusqu'à la cime la gloire émouvante de nos lettres. » Charles de Gaulle, discours du 2 février 1969 à Quimper (Discours et Messages, t. V, Plon, p. 376).

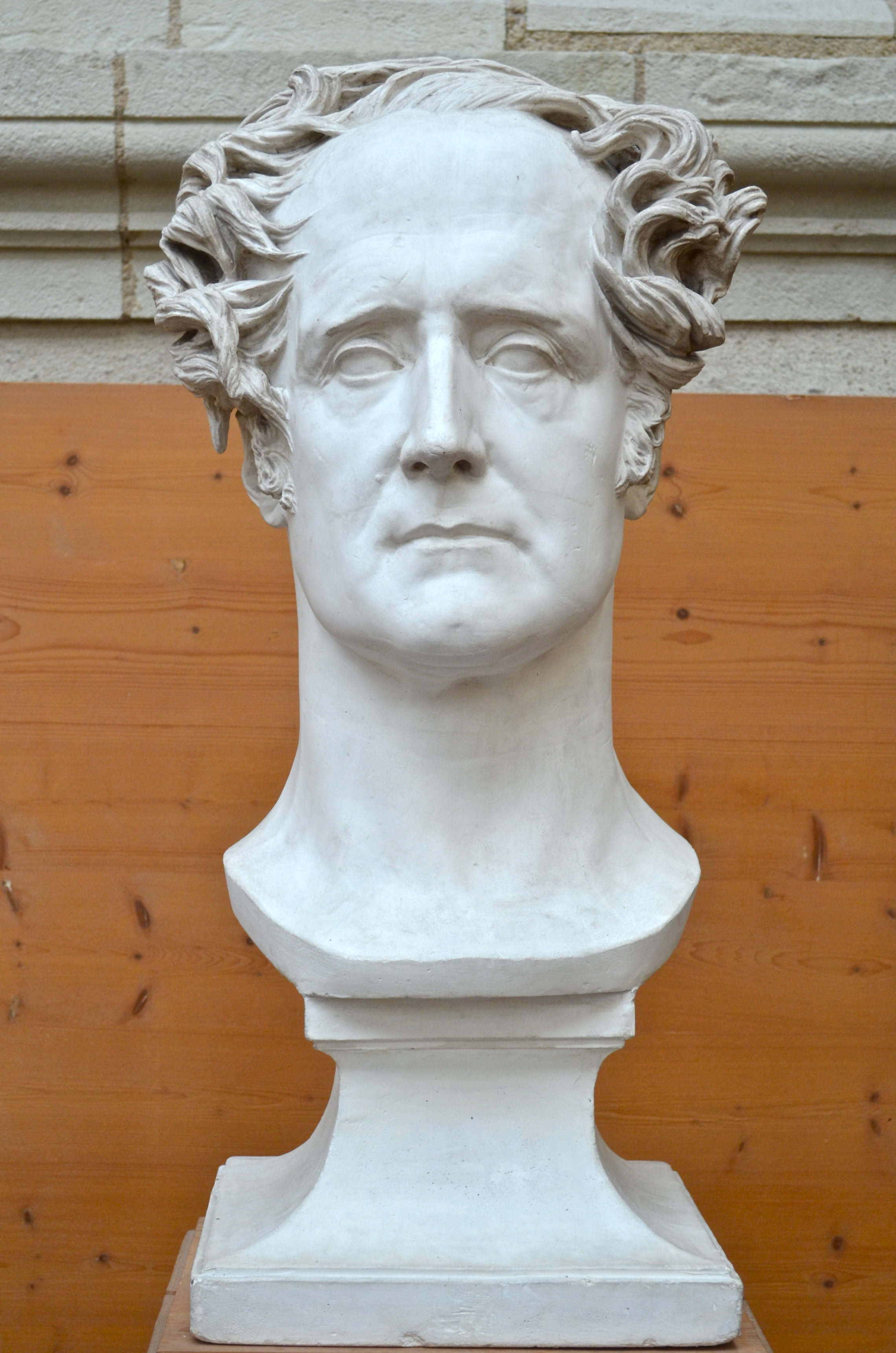
Buste de l'écrivain François-René de Chateaubriand par le sculpteur David d'Angers (1829)

Par son talent comme par ses excès, Chateaubriand peut être considéré comme le père du romantisme en France. Ses descriptions de la nature et son analyse des sentiments du moi en ont ainsi fait un modèle pour la génération des écrivains romantiques. Il a, le premier, formulé le « vague des passions » qui deviendra un lieu commun du romantisme :
« Il reste à parler d'un état de l'âme, qui, ce nous semble, n'a pas encore été bien observé ; c'est celui qui précède le développement des grandes passions […]. Plus les peuples avancent en civilisation, plus cet état du vague des passions augmente […] »
— Chateaubriand, Génie du Christianisme, vol. 3, 1802, II, chap. IX
Sa pensée et ses actions politiques semblent offrir de nombreuses contradictions ; il se voulait à la fois l'ami de la royauté légitime et de la liberté, défendant alternativement celle des deux qui lui semblait être en péril :
« Quant à moi, qui suis républicain par nature, monarchiste par raison, et bourbonniste par honneur, je me serais beaucoup mieux arrangé d'une démocratie, si je n'avais pu conserver la monarchie légitime, que de la monarchie bâtarde octroyée de je ne sais qui. »
— Chateaubriand, De la nouvelle proposition relative au bannissement de Charles X et de sa famille, 1831
On observe dans ses Mémoires d'outre-tombe une dualité entre le Chateaubriand personnel qui exalte ses sentiments avec un lyrisme romantique et le Chateaubriand public, le mémorialiste qui fait la chronique de son époque, qui a vu l'avènement de la démocratie à laquelle il s'opposait, estimant que la France n'était pas encore mûre (Mémoires d'outre-tombe, 6 juin 1833). Tout au long de son œuvre, les deux personnages se regroupent en un seul, ils s'associent ; ainsi toute la vie politique de Chateaubriand fut influencée par ses sentiments personnels et sa solitude.

## Postérité

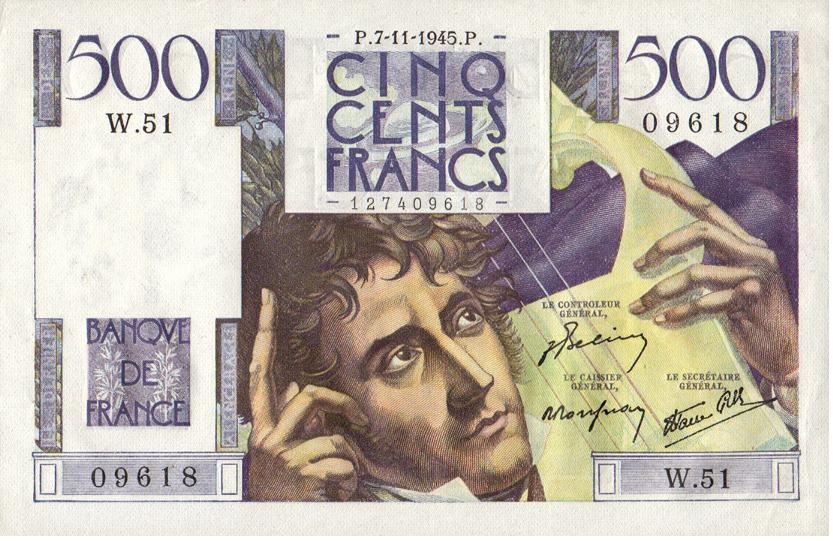
Billet de 500 francs Chateaubriand imprimé de 1945 à 1953.

### Critique politique
En 1898, à l'occasion du cinquantenaire de la mort de Chateaubriand, Charles Maurras porte un jugement sévère sur son engagement politique où il croit lire l'influence néfaste de son âme romantique. Dans sa brochure Trois idées politiques : Chateaubriand, Michelet, Sainte-Beuve, il déplore que certains placent Chateaubriand au panthéon des auteurs légitimistes et traditionalistes : « Louis XVIII n'eut pas de plus incommode sujet, ni ses meilleurs ministres de collègue plus dangereux » ; « Race de naufrageurs et de faiseurs d’épaves, oiseau rapace et solitaire, amateur de charniers, Chateaubriand n’a jamais cherché, dans la mort et dans le passé, le transmissible, le fécond, le traditionnel, l’éternel : mais le passé pour le passé, et la mort comme mort, furent ses uniques plaisirs ». Jacques Bainville rejoint Maurras dans la condamnation de l'action politique de l'écrivain, au contraire d'Emmanuel Beau de Loménie — dissident de l'Action française — qui soutient en 1929 dans sa thèse d'histoire La carrière politique de Chateaubriand de 1814 à 1830, que « Chateaubriand légitimiste et catholique s’[est] consacré […] à dénoncer la faute que commettaient, selon lui, les Bourbons rétablis sur le trône, en se confiant, dans un esprit de conciliation généreuse mais imprudente, à l’équipe des hommes que leur origine et leur formation destinaient à fournir les cadres des doctrinaires du libéralisme », ce qui déclenche une controverse avec Maurras.

### Citations
- Victor Hugo se serait exclamé, étant enfant : « Je veux être Chateaubriand ou rien ! »[N 4]. En revanche, en février 1868, Hugo reconnaît devant Paul Stapfer que « Chateaubriand est plein de choses magnifiques » et qu’il « a déployé dans les Mémoires d’outre-tombe un immense talent », mais il confie aussi que « c’était la personnification de l’égoïsme, un homme sans amour de l’humanité, une nature odieuse »[40]. Lors de son discours de réception à l'Académie française, Hugo cite Chateaubriand parmi les rares qui ne se sont pas agenouillés devant Napoléon[41].
- Talleyrand a dit de Chateaubriand : « Monsieur de Chateaubriand croit qu'il devient sourd car il n'entend plus parler de lui ». Et Chateaubriand a dit de Talleyrand : « Ses yeux étaient ternes, de sorte qu’on avait peine à y lire, ce qui le servait bien ; comme il avait reçu beaucoup de mépris, il s’en était imprégné, et il l’avait placé dans les deux coins pendants de sa bouche ».
- Arthur Mugnier : « Oh ! Être dans un vieux château assis près d'un bon feu avec des fenêtres donnant sur de grands et vieux arbres moussus et lire seul, tranquillement toute une correspondance intime et inédite de Chateaubriand ! Ce serait une volupté suprême »[42].
- Charles de Gaulle : « À Colombey, le 24 octobre 1947, à l'heure du thé, le Général parle de Chateaubriand : « L'an dernier, j'ai relu lentement les Mémoires d'outre-tombe […] C'est une œuvre prodigieuse… Il pose sur l'avenir un regard profond… En fait, il avait presque tout vu… y compris les bolcheviks… et puis, je sens comme lui : essentiellement, voyez-vous, Chateaubriand est un désespéré… mais jusque dans son désespoir il fait face, il se redresse de toute sa taille ». » Puis : « C'était un désespéré. On le comprend, il avait prévu l'avenir »[43].

## Éditions des ouvrages de Chateaubriand

### Publications anciennes
- Outre de nombreuses éditions de chacun des ouvrages séparés de Chateaubriand, il a été fait plusieurs éditions de ses Œuvres complètes, dont celle de Pierre-François Ladvocat, en 31 volumes in-8°, Paris, 1826-1831, revue par l'auteur même, qui y a joint des éclaircissements et des notes critiques, et l'a enrichie de quelques œuvres inédites (les Abencérages, les Natchez, Moïse, tragédie, des poésies diverses, des discours politiques) ; et celle de Charles Gosselin, 25 volumes in-8°, 1836-1838, contenant également le Congrès de Vérone, un Essai sur la littérature anglaise, une traduction du Paradis perdu de John Milton.
- Édition en 36 volumes aux Éditions Pourrat Frères en 1837, comprenant une table détaillée des matières avec une table analytique, et les différentes préfaces de l'auteur.
- Édition en 20 volumes chez Eugène et Victor Penaud frères, éditeurs, en 1849-1850.

### Publications modernes
- Voyage en Amérique, édition établie par Sébastien Baudoin, Paris, Gallimard, "Folio", 2019.  (ISBN 9782070467105).
- Atala, suivi de René, édition établie par Sébastien Baudoin, Paris, Gallimard, "Folio", 2023.  (ISBN 9782072947353).
- Œuvres complètes sous la direction de Béatrice Didier, Éditions Honoré Champion, 2021 :
  - Tome I-II. Présentation des Œuvres complètes par Béatrice Didier. Préface de Chateaubriand (Ladvocat, t. XVI). Édition établie par Aurelio Principato et Emmanuelle Tabet. Essai sur les révolutions (Ladvocat, t. I-II). Édition établie par Aurelio Principato avec la collaboration de Laura Brignoli, Vanessa Kamkhagi, Cristina Romano et Emmanuelle Tabet. 2009. 1376 p., relié, 15 × 22 cm.  (ISBN 978-2-7453-1737-7) ;
  - Tome VI-VII. Voyage en Amérique. Texte établi, présenté et annoté par Henri Rossi. Voyage en Italie, Cinq jours à Clermont, Le Mont-Blanc. Textes établis, présentés et annotés par Ph. Antoine. 2008. 896 p., rel. 978-2-7453-1691-2 ;
  - Tome XLI. Atala. Édition établie par Fabienne Bercegol. René. Édition établie par Colin Smethurst. Les Aventures du dernier Abencérage. Édition critique par Arlette Michel. 2008. 608 p., rel. 978-2-7453-1684-4.

## Iconographie

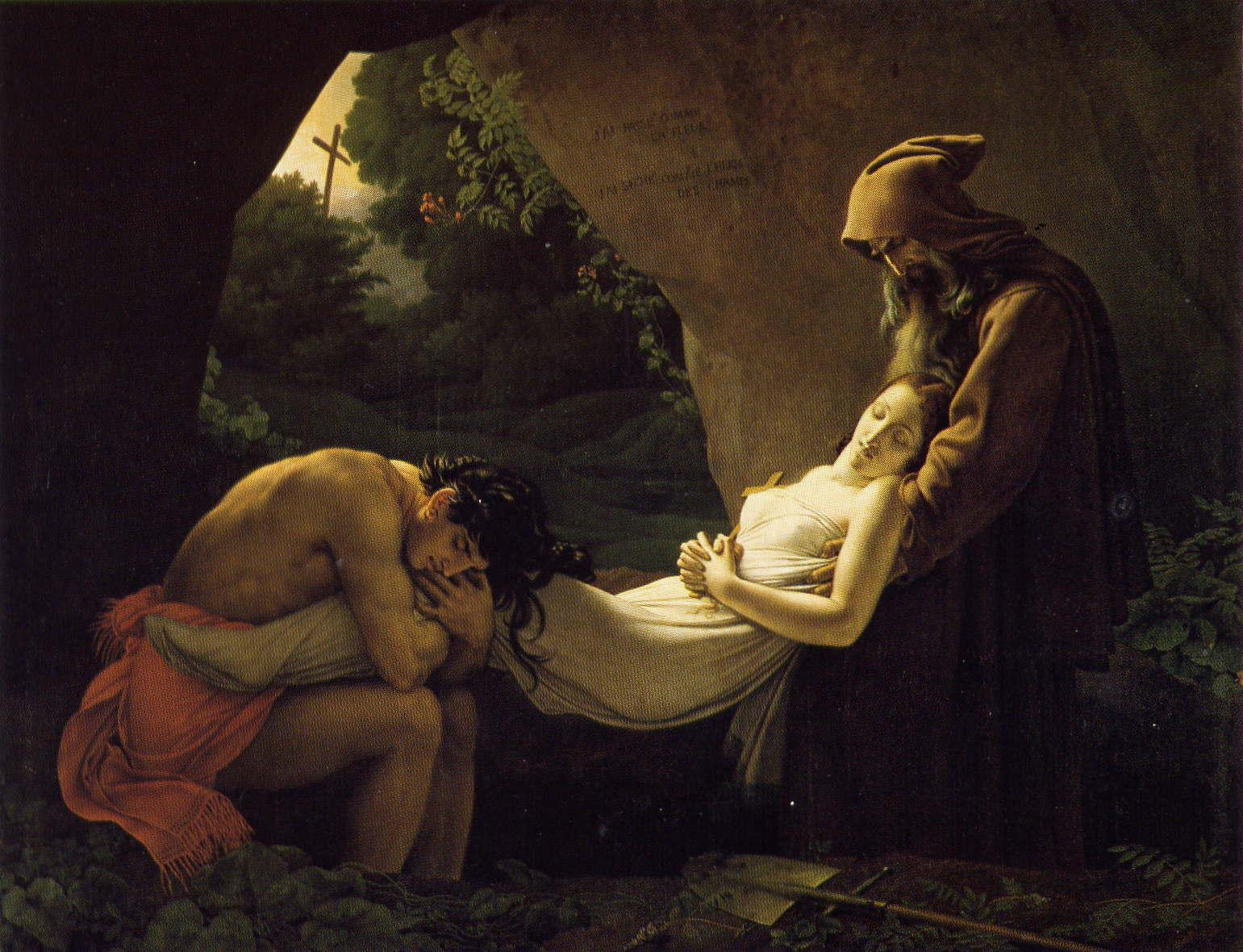
Anne-Louis Girodet, Atala au tombeau (1808), huile sur toile, Paris, musée du Louvre.

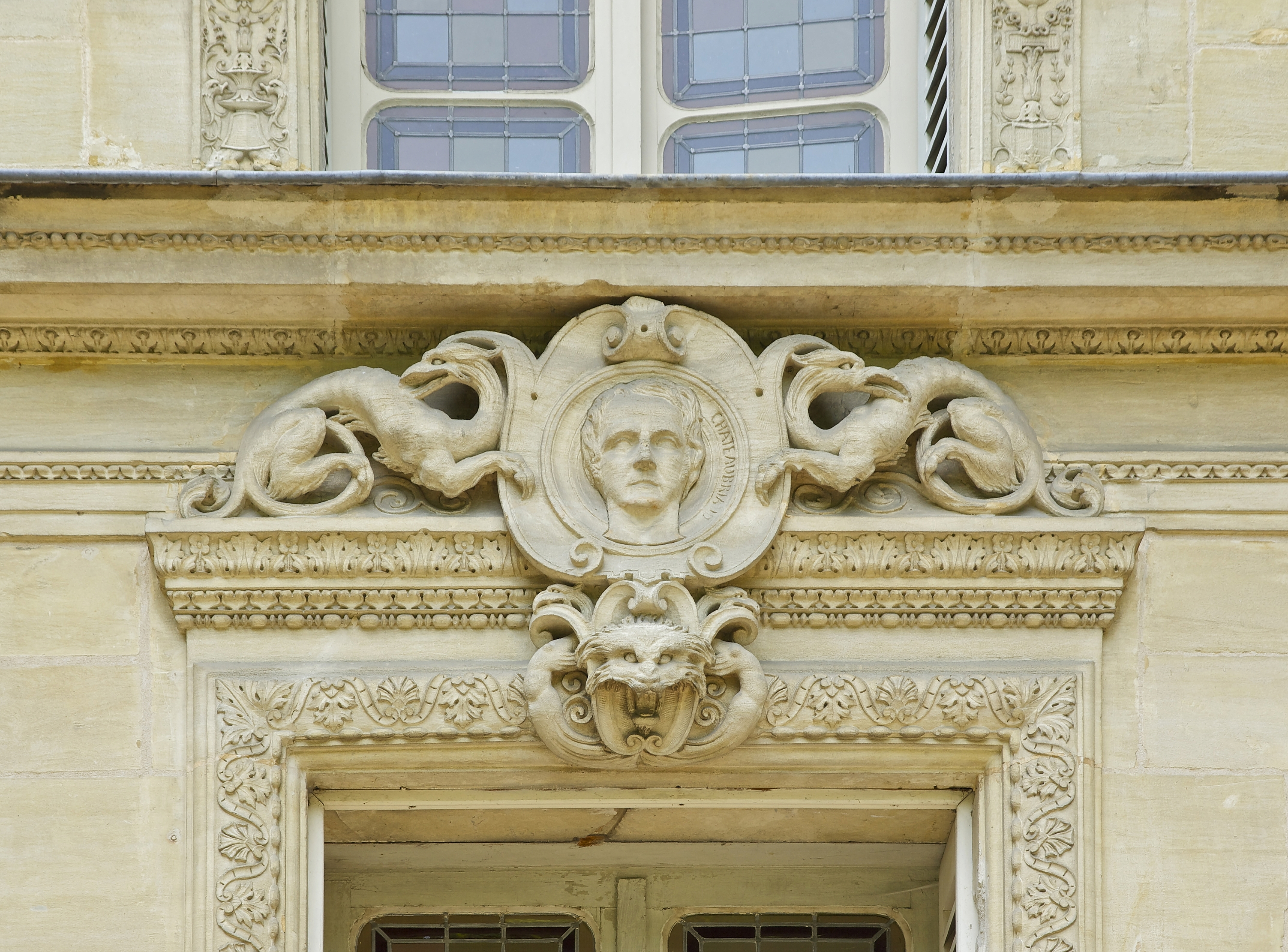
Le mascaron, au-dessus d'une fenêtre du château de Monte-Cristo.

Les œuvres de Chateaubriand et l'auteur lui-même ont fait l'objet de diverses représentations artistiques. On peut notamment citer :
- Les peintures d'Anne-Louis Girodet :
  - Atala au tombeau ou Les Funérailles d'Atala, Huile sur toile, 1808, Musée du Louvre (Paris)[44].
  - Portrait de Chateaubriand méditant sur les ruines de Rome, Huile sur toile, 1808. Légué en 1848 par Juliette Récamier à la ville de Saint-Malo (Musée d'Histoire et d'Ethnographie). Une réplique réalisée par Girodet en 1811, se trouve au Musée de l'Histoire de France du Château de Versailles[45].
- Une statuette de François-René de Chateaubriand, sculptée par Guillaume Bonnet en 1847 (?) et exposé au salon de 1848[46].
- Le Portrait de François René (1768-1848) Vicomte de Chateaubriand, de Pierre Louis Delaval.
- Le Portrait de Chateaubriand de Paulin Guérin (que l'on trouve parfois attribué à Pierre-Narcisse Guérin)[47].
- Les sculptures de :
  - Francisque Duret : Chactas en méditation sur la tombe d'Atala, Bronze, 1836, Musée des Beaux-Arts de Lyon[48].
  - Aimé Millet : Chateaubriand, sculpture en pied. L'original en bronze, réalisé en 1875, fut détruit pendant la Seconde Guerre mondiale ; le modèle en plâtre se trouve au Musée des Beaux-Arts de Rennes[49].
- La statue en granit réalisée par Alphonse Camille Terroir en 1930, qui se trouve sur la place de la ville de Combourg[50].
- buste en bronze par Nacéra Kainou, qui récompense le lauréat du prix littéraire Chateaubriand
- Les buste et médaillon par le sculpteur David d'Angers.
- Le Portrait de Chateaubriand par le peintre sculpteur Antoine Étex.
- La lithographie Chateaubriand et Pauline De Beaumont par le peintre Félix Philippoteaux.
- La lithographie La maison de Chateaubriand, rue d'Enfer, no 84 par le peintre Jean-Jacques Champin (Paris historique, Éditions F.G. Levrault, 1838).
- Le mascaron de Chateaubriand, au-dessus d'une fenêtre du château de Monte-Cristo, au Port-Marly.

Il existe par ailleurs un prix littéraire, le prix Combourg, qui récompense chaque année un écrivain dont le style honore la mémoire et l’œuvre de Chateaubriand.
Ainsi que le Prix Chateaubriand qui récompense chaque année depuis 1975 un ouvrage littéraire traitant de l'histoire.

## Cinéma et télévision
- 1989 : Mon dernier rêve sera pour vous de Robert Mazoyer
- 2008 : L'Occitanienne, le dernier amour de Chateaubriand de Jean Périssé, avec Bernard Le Coq d'après l'œuvre d'Alain Paraillous exploitant un chapitre de l'autobiographie de Chateaubriand Mémoires d'outre-tombe[51],[52]
- 2009 : Chateaubriand de Pierre Aknine avec Frédéric Diefenthal, diffusé sur France 2 le 28 avril 2010

## Marché de l'art
La canne de Chateaubriand, récupérée après la mort de l'écrivain par le père d'Anatole France libraire à Paris, a été vendue aux enchères le 27 mars 2023 à Paris, pour un montant total de 23 680 euros.